# 大學生了沒應屆生列表
大學生了沒  應屆生列表是目前參與大學生了沒的大學生及研究生名單列表。下方表中顯示的為節目的末代班底。
| 成員        | 本名     | 學校                    | 科系                              | 備註（現況） |
| 阿Q         | 溫慶禹   | 文化大學                | 中國戲劇學系                      | 與Patrick組成團體「放蕩兄弟」 |
| 海產        | 劉威廷   | 樹德科技大學            | 表演藝術系                        | 曾參與《超級偶像》 擔任麥卡貝《Music那些事2.0》主持人 擔任宅娛樂《瘋狂大宅們》主持人 發行《海產與他的好朋友》單曲                |
| 張灝        | 張灝     | 文化大學 ↓ 崇右技術學院 | 推廣教育部進修學士班 ↓ 表演藝術系 | 因參與本節目而與Nina相戀，現已分手 曾參與台視、三立都會台《超級接班人》比賽                                                      |
| Ruby        | 林珮瑩   | 文化大學                | 戲劇學系                          | 畢業於華岡藝校戲劇科，主修編劇                                                                                                   |
| High咖      | 邱志     | 世新大學                | 廣播電視電影學系                  | 現開設個人YouTube頻道High咖的屁孩日記                                                                                            |
| 餅乾        | 馮秉軒   | 國立臺灣戲曲學院        | 劇場藝術系                        | 《超級模王大道》第1屆第10名 伊林娛樂旗下藝人                                                                                     |
| 賀瓏        | 賀瓏     | 國立政治大學            | 經濟學系                          | 單口喜劇演員，早期隸屬雙人漫才團體佐野先生，2016年開始投入單口喜劇的演出，而後受邀加入薩泰爾娛樂成為《博恩夜夜秀》寫手及喜劇演員 |
| 六百五      | 黃智偉   | 臺北市立大學            | 運動藝術學系                      | |
| 濠泰        | 許濠泰   | 輔仁大學                | 歷史學系                          | |
| 欣儀        | 林欣儀   | 國立政治大學            | 新聞學系                          | |
| 家佑        | 林家佑   | 玄奘大學                | 視覺傳達設計學系                  | 台視、三立全明星運動會第四季藍隊隊長                                                                                             |
| 凱皓        | 許凱皓   | 臺北市立大學            | 運動藝術學系                      | 以臉及態度極為臭跩而聞名 曾參與《偶像練習生》                                                                                    |
| 阿宮        | 宮嘉延   | 世新大學                | 資訊傳播學系                      | Connie的前男友 |
| Emily       | 李倩儀   | 真理大學                | 觀光事業學系                      | Minimelts-tw粒粒冰台灣 品牌經理                                                                                                  |
| Nina        | 曹婕妤   | 開南大學 ↓ 崇右技術學院 | 空運管理學系 ↓ 表演藝術系         | 因參與本節目而與張灝相戀，現已分手                                                                                               |
| Dora        | 謝雨芝   | 銘傳大學                | 企業管理學系                      | 簽約TVBS藝人事務所，食尚玩家主持群                                                                                               |
| Jocelyn     | 葉芷君   | 輔仁大學                | 大眾傳播學系                      | |
| 何美        | 何淑美   | 文化大學                | 戲劇學系                          | 現為狼谷競技台Game什麼東西主持人                                                                                                 |
| 海豚        | 徐薇涵   | 華梵大學                | 外國語文學系                      | 因先前於麥當勞打工綁馬尾照被上傳網路進而爆紅                                                                                     |
| 阿泰        | 何佳泰   | 臺北市立大學            | 運動藝術學系                      | |
| 胖虎        | 洪國瑋   | 景文科技大學            | 應用日語系                        | 長得像日本動漫哆啦A夢裡的胖虎，而且每次參加錄影皆以胖虎的造型出現                                                                |
| Benso       | 陳淨心   | 世新大學                | 資訊管理學系                      | 以緊張結巴而聞名 |
| 維尼        | 宮象瑋   | 文化大學                | 中國戲劇學系                      | 與威利組成團體「臉不乾淨」 |
| 威利        | 許耀謙   | 文化大學                | 戲劇學系                          | 與維尼組成團體「臉不乾淨」 |
| Dolly       | 胡又荀   | 真理大學                | 觀光數位知識學系                  | 饒舌歌手關東煮女朋友 |
| 俋塵        | 陳俋塵   | 文化大學                | 中國戲劇學系                      | |
| Eson        | 黃耕典   | 台北藝術大學            | 戲劇學系                          | |
| 嘻小瓜      | 謝文傑   | 樹德科技大學            | 表演藝術學系                      | 藝人周子瑜學習舞蹈的啟蒙老師 |
| 阿滴古      | 郭文典   | 輔仁大學                | 大眾傳播學系                      | |
| Sacula      | 林肯忠   | 景文科技大學            | 資訊管理系                        | 又名林蕭 |
| 黃亞力      | 黃亞力   | 美和科技大學            | 美容學系                          | |
| Carol→卡肉  | 許馨云   | 實踐大學                | 服裝設計學系                      | |
| 佳靈        | 葛佳靈   | 國立臺灣藝術大學        | 戲劇學系                          | |
| 映茹        | 黃映茹   | 台北海洋技術學院        | 海洋休閒觀光學系                  | |
| 大夢        | 大夢     | 世新大學                | 資訊管理學系                      | |
| 自強        | 徐俊傑   | 台北藝術大學            | 戲劇學系                          | 又名李自強 |
| 士軒        | 林士軒   | 文藻外語大學            | 傳播藝術系                        | 曾參與《超級偶像7》及《星光大道》                                                                                                |
| 允禮        | 佐南允禮 | 國立臺灣大學            | 中國文學系                        | 現以筆名明星煌出版作品，知名著作《花樣心計》                                                                                     |
| 語謙→三個字 | 陳語謙   | 致理科技大學            | 多媒體設計系                      | 最正三商巧福店員且講話不超過三個字。目前簽約有感覺娛樂為網紅團體反骨男孩酷炫旗下藝人。                                           |
| Livy        | 蔡昀庭   | 銘傳大學                | 商品設計學系                      | |
| 加熱        | 朱珈樂   | 國立臺北科技大學        | 光電工程系                        | |
| 宥任        | 陳宥任   | 明道大學                | 數位設計學系                      | |
| 舒舒        | 林舒嬅   | 台中教育大學            | 台灣語文學系                      | |
| Claire      | 郭芷菱   | 長庚大學                | 電子工程學系                      | |
| 蓉蓉        | 何佳蓉   | 輔仁大學                | 日本語文學系                      | |
| 石中石      | 石中石   | 國立臺灣大學            | 醫學系                            | |
| 威廉公主    |          | 明道大學                | 時尚造形學系                      | 現為珠寶設計師，William&Feb｜創作的靈感都來自於生活的刺激。                                                                      |
| 翰哥        | 陳君翰   | 亞東技術學院            | 電機工程系                        | |
| 姍時伊      | 藍筠筑   | 德霖技術學院            | 空間設計系                        | |
| 彥臻        | 曲彥臻   | 靜宜大學                | 中國文學系                        | 大陸交換生 |
| 梗爺        | 劉詩璟   | 世新大學                | 廣播電視電影學系                  | 大陸交換生 |
| 夏曼娣      |          | 輔仁大學                | 中國文學系                        | |
| Johnny      |          | 輔仁大學                | 體育學系                          | |
| 謝銓        | 謝金全   | 實踐大學                | 服裝設計學系                      | |
| 嚕比→飛迅   | 邱佳萱   | 大葉大學                | 傳播藝術學士學位學程              | TVBS新媒體事業部旗下藝人、食尚玩家FB粉專直播主持人                                                                               |
| 柔蓁        | 陳柔蓁   | 臺北市立大學            | 運動藝術學系                      | |
| 愷愷        | 王依涵   | 實踐大學                | 家庭研究與兒童發展學系            | 庾澄慶外甥女、大根前女友 |
| 和親        | 李和親   | 聖約翰科技大學          | 資訊管理學系                      | 孟湘男友 |
| 孟湘        | 黃孟湘   | 佛光大學                | 傳播學系                          | 和親女友 |